# Giannis Antetokounmpo
Giannis Sina Ougko Antetokounmpo (født 6. december 1994 i Athen, Grækenland) er en græsk basketballspiller (forward/guard). Han spiller i NBA-ligaen for Milwaukee Bucks.

## Tidlig liv og karriere
Antetokounmpo blev født i Athen i Grækenland, søn af nigerianske migranter. Familien var fattig og som ung måtte Antetokounmpo og hans søskende hjælpe familien ved at arbejde som gadesælger i Athen, hvor han blandt andet solgte ure, solbriller og tasker. I 2007 startede han til basketball og fra 2009 blev han en del af ungdomsholdet i den græske klub Filathlitikos.
Som kun 17-årig debuterede Antetokounmpo i sæsonen 2012-13, for Filathlitikos seniorhold i den næstbedste græske basketballrække. Her imponerede han så meget, at han fik lov at deltage i den bedste ligas all-star-kamp. Inden da havde han allerede skrevet kontrakt for den kommende sæson med den spanske ligaklub CAI Zaragoza. Han skulle dog aldrig nå at repræsentere klubben.

## NBA
Antetokounmpos talent var også blevet opdaget i USA, og i april 2013 annoncerede Antetokounmpo, at han ville melde sig til årets NBA-draft. Tre måneder senere, i juni 2013 blev han draftet til NBA med det 15. valg i draften af Wisconsin-holdet Milwaukee Bucks. En måned senere skrev han under på sin første kontrakt med klubben.
Allerede i sin første sæson i NBA, 2013-14, viste Antetokounmpo sit værd for Bucks, og i forbindelse med sæsonens afslutning blev han udtaget til det såkaldte NBA All-Rookie Second Team, en kåring der dækker sæsonens næstbedste førsteårsspillere. I de følgende år fortsatte han sin positive udvikling, og i 2016-17-sæsonen blev han for første gang udtaget til NBA's All-Star-kamp efter en sæson hvor han havde leveret et gennemsnit på 23 point og 9 rebounds.
I 2018 blev Antetokounmpo igen udtaget til All-star-kampen efter en sæson, hvor han for alvor havde formået at slå sit navn fast som en stjerne i NBA og Milwaukke Bucks' absolutte superstjerne. I 2018-19 sæsonen førte han med 28 point og 13 rebounds i snit i løbet af sæsonen Bucks til førstepladsen i ligaens grundspil, inden holdet efterfølgende blev slået ud i tredje runde af playoffs (semifinalen) af de senere mestre fra Toronto Raptors. Efter sæsonens afslutning blev Antetokounmpo kåret til NBA Most Valuable Player, en titel til sæsonens mest værdifulde spiller i hele ligaen. Det var første gang i 12 år at prisen tilfaldt en europæer og kun anden gang i historien, at prisen gik til en spiller fra Milwaukee Bucks. Første gang var Kareem Abdul-Jabbar i 1971.

## NBA-klubber
- 2013- Milwaukee Bucks[7]